# Luis Felipe Méliz
Luis Felipe Méliz Linares (ur. 11 sierpnia 1979 w Santa Clarze) – hiszpański lekkoatleta pochodzenia kubańskiego, specjalizujący się w skoku w dal, trzykrotny uczestnik letnich igrzysk olimpijskich (Sydney 2000, Pekin 2008, Londyn 2012).
Na arenie międzynarodowej barwy Hiszpanii reprezentuje od 28 grudnia 2007 roku.

## Sukcesy sportowe
- mistrz Kuby juniorów w skoku w dal – 1998
- wicemistrz Kuby w skoku w dal – 1999
- mistrz Meksyku w skoku w dal – 2002[1]
- trzykrotny mistrz Hiszpanii w skoku w dal – 2007, 2008, 2010
- brązowy medalista mistrzostw Hiszpanii w skoku w dal – 2009
- wicemistrz Hiszpanii w skoku w dal – 2011
- trzykrotny halowy wicemistrz Hiszpanii w skoku w dal – 2010, 2011, 2012
- brązowy medalista halowych mistrzostw Hiszpanii w skoku w dal – 2008

| Rok                    | Miasto            | Zawody                              | Konkurencja       | Wynik             |
| Reprezentant Kuby      | Reprezentant Kuby | Reprezentant Kuby                   | Reprezentant Kuby | Reprezentant Kuby |
| ---------------------- | ----------------- | ----------------------------------- | ----------------- | ----------------- |
| 1998                   | Annecy            | Mistrzostwa świata juniorów         | skok w dal        | brązowy medal     |
| 1999                   | Palma de Mallorca | Uniwersjada                         | skok w dal        | srebrny medal     |
| 1999                   | Winnipeg          | Igrzyska panamerykańskie            | skok w dal        | brązowy medal     |
| 2000                   | Sydney            | Igrzyska olimpijskie                | skok w dal        | 7. miejsce        |
| 2001                   | Lizbona           | Halowe mistrzostwa świata           | skok w dal        | 9. miejsce        |
| 2001                   | Brisbane          | Igrzyska Dobrej Woli                | skok w dal        | 5. miejsce        |
| 2003                   | Birmingham        | Halowe mistrzostwa świata           | skok w dal        | 4. miejsce        |
| 2003                   | Santo Domingo     | Igrzyska panamerykańskie            | skok w dal        | srebrny medal     |
| 2003                   | Paryż             | Mistrzostwa świata                  | skok w dal        | 11. miejsce       |
| Reprezentant Hiszpanii |                   |                                     |                   |                   |
| 2008                   | Pekin             | Igrzyska olimpijskie                | skok w dal        | 7. miejsce        |
| 2010                   | Moskwa            | Halowy mityng Russian Winter        | skok w dal        | 2. miejsce        |
| 2010                   | Walencja          | Halowy mityng Reunión Internacional | skok w dal        | 1. miejsce        |
| 2010                   | Madryt            | Meeting de Atletismo                | skok w dal        | 2. miejsce        |
| 2010                   | Zagrzeb           | Mityng Hanžeković Memorial          | skok w dal        | 2. miejsce        |
| 2010                   | Barcelona         | Mistrzostwa Europy                  | skok w dal        | 11. miejsce       |
| 2011                   | Barcelona         | Mityng Reunion Internacional        | skok w dal        | 3. miejsce        |
| 2011                   | Paryż             | Halowe mistrzostwa Europy           | skok w dal        | 6. miejsce        |
| 2012                   | Sztokholm         | Halowy mityng XL Galan              | skok w dal        | 3. miejsce        |
| 2012                   | Birmingham        | Halowy mityng Aviva GP              | skok w dal        | 2. miejsce        |
| 2012                   | Stambuł           | Halowe mistrzostwa świata           | skok w dal        | 8. miejsce        |
| 2012                   | Helsinki          | Mistrzostwa Europy                  | skok w dal        | srebrny medal     |
| 2014                   | São Paulo         | Mistrzostwa ibero-amerykańskie      | skok w dal        | brązowy medal     |

## Rekordy życiowe
- skok w dal – 8,43 – Jena 03/06/2000
- skok w dal (hala) – 8,21 – Madryt 16/02/2000
- trójskok – 15,80 – Castellón 09/06/2007